# 贝萨斯塔济
貝薩斯塔濟（發音：[ˈpɛsːaˌstaːðɪr̥]，意为“贝西（Bessi）之地”）是冰島總統的官邸及辦公場所。該建築物位於加尔扎拜尔市镇奧爾塔內斯，距首都雷克雅未克約15公里（9.3英里）。

## 沿革
貝薩斯塔濟於1000年首次有人定居。並在13世紀成為斯諾里·斯蒂德呂松的農場之一。在1241年9月23日斯蒂德呂松被謀殺後，貝薩斯塔濟被挪威國王占領。此後，隨後，其成為皇家要塞，以及國王在冰島的最高級別官員和官員的住所。
1627年7月，貝薩斯塔濟抵抗了土耳其人奴隸掠奪者的攻擊。貝薩斯塔濟大廳（Bessastaðastofa）於1761年至1766年間興建，在18世紀後期，貝薩斯塔濟曾被改為學校使用，詩人和政治家格里米尔·汤姆森於1867年買下了這個農場並在該處居住將近二十年。後來土地的所有人包括議員斯庫利·索羅森（Skúli Thoroddsen）和他的妻子泰奧多拉·索羅森（Theodóra Thoroddsen）。
1940年，西于聚爾·約納松（Sigurður Jónasson）買下了該農場，並於1941年將其建築捐贈給國家，作為攝政王和後來的冰島總統的住所。

## 圖片

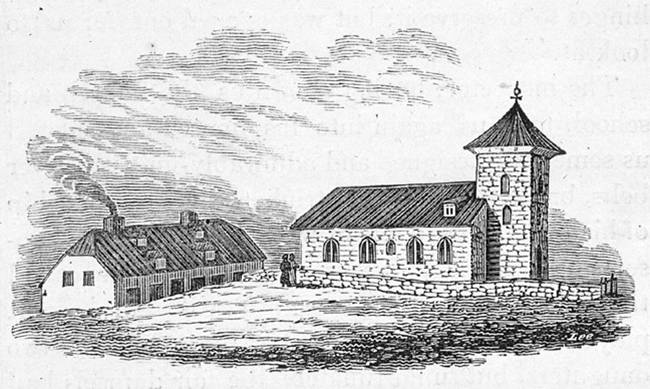
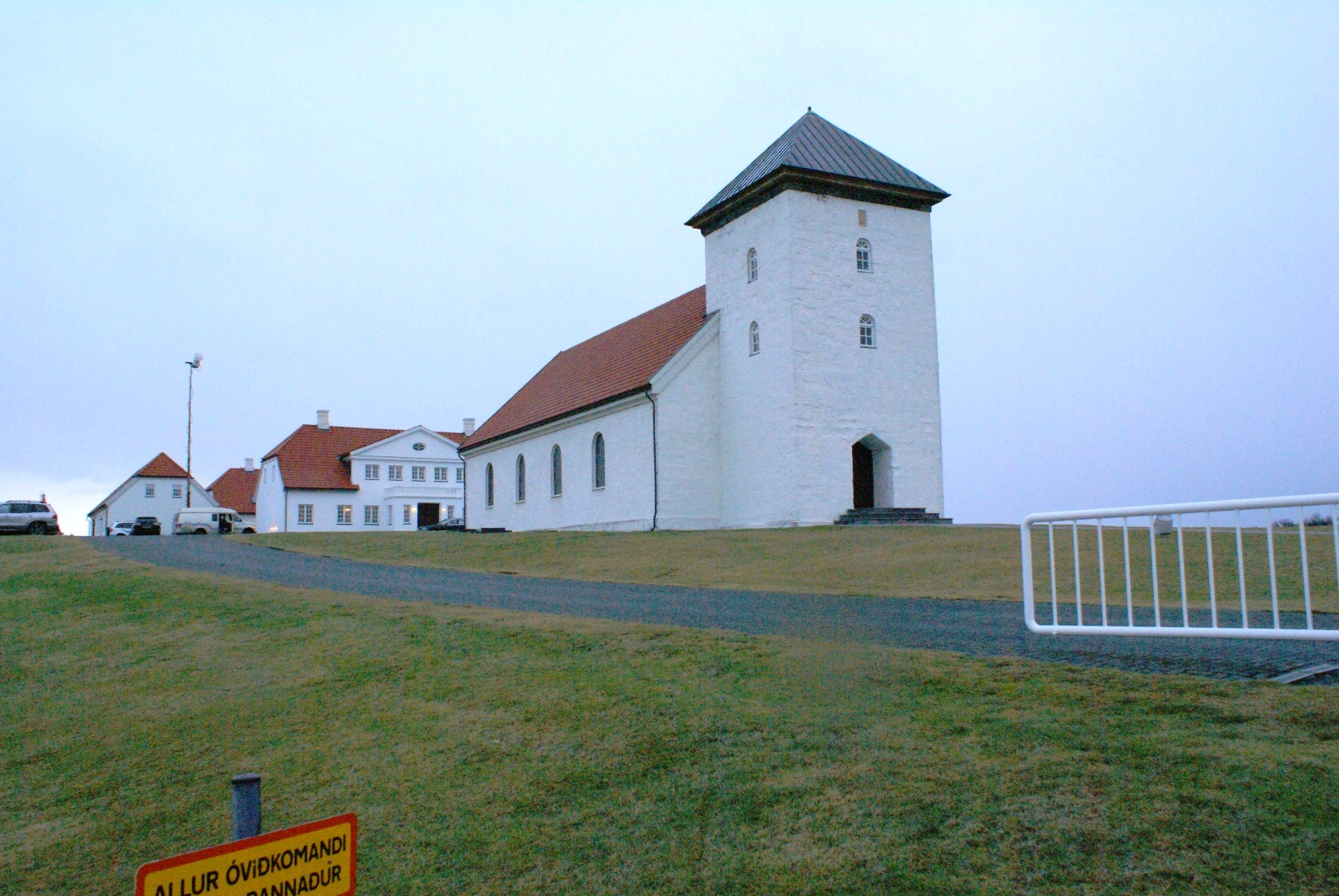

## 外部連結
- 貝薩斯塔濟 — 總統官邸 （页面存档备份，存于）

64°06′21″N 21°59′44″W / 64.10583°N 21.99556°W